# Center of India Tower
Center of India Tower, ook bekend als World Centre for Vedic Learning, is een visionaire wolkenkrabber die gebouwd zou worden in Jabalpur, India. Als hij gebouwd zou zijn, dan zou het het hoogste gebouw van India zijn en het op een na hoogste gebouw ter wereld na de Burj Dubai. Naast dat het bij de hoogste gebouwen ter wereld zou horen, zou het het grootste gebouw zijn qua omvang met een geschatte breedte van 328 meter. Het bouwen van de Center of India Tower zou gefinancierd zijn door de spirituele hindoeleider Maharishi Mahesh Yogi. Het ontwerp van het gebouw is grotendeels geïnspireerd door de Hindoetempelarchitectuur. Als het gebouwd zou zijn, dan zou het World Centre for Vedic Learning in 2007 opgeleverd worden.

## Kerngegevens
| Technische data       | Technische data       |
| --------------------- | --------------------- |
| Status                | Vision                |
| Hoogte gebouw         | 677.3 m               |
| Hoogte tot top        | 677.3 m               |
| Hoogte to dak         | 677.3 m               |
| Netto vloer oppervlak | 2,79 miljoen m²       |
| Bedrijven             |                       |
| Financier             | Maharishi Mahesh Yogi |

## Voetnoten
1. ↑  World's Tallest Buildings op About.com. Gearchiveerd op 30 december 2006. Geraadpleegd op 30 december 2006.
2. ↑  ReligionNewsBlog.com